# Jim Davis (serieskapare)
James Robert "Jim" Davis, född  28 juli 1945 i Marion, Indiana, är en amerikansk serieskapare. Han är mest känd för att ha skapat serien om Katten Gustaf 1978. Denna serie har publicerats i över 2 500 tidningar över hela världen genom åren.
Davis växte upp på en bondgård med sin far Jim, mor Betty, bror Dave och 25 katter. På grund av att han led av astma kunde han inte vara ute vissa delar av året och satt därför på sitt rum och tecknade i stället. Davis fortsatte studera på universitet där han studerade konst. Han utmärkte sig där genom att få det lägsta betyg som någonsin delats ut vid denna skola.[källa behövs]
Innan han skapade Gustaf arbetade han för ett serieförlag där han skapade en serie om en insekt vid namn Gnorm som publicerades i en lokal dagstidning under fem år. Han försökte sälja serien till en förläggare som kunde ordna så serien publicerades i flera dagstidningar. Han blev dock avvisad med orden: "Det är kul, men en insekt! Vem kan relatera till en insekt?" Till sist lät han en fot komma från himlen och krossa Gnorm, det var slutet för serien.
Den 19 juni 1978 började Gustaf publiceras i 41 amerikanska dagstidningar. Idag är det en av de serier som trycks i flest dagstidningar i världen. Namnet Garfield, originalnamnet på Gustaf, är taget från Davis farfar James Garfield Davis.
Numera bor Davis i Muncie, Indiana, där han publicerar Gustaf i ett eget bolag, Paws. Inc., som han startade 1981. Han är gift för andra gången och har en son från sitt första äktenskap.